# Латук дикий
Лату́к дикий (лат. Lactúca serríola), — травянистое растение, вид рода Латук семейства Сложноцветные (Asteraceae).
Наиболее изменчивый и широко распространённый вид рода, происходящий с запада Евразии. В настоящее время распространён повсеместно, является синантропным растением.
Предок овощного салата латука, который возник или непосредственно из этого вида, или при его скрещивании с другими видами рода.

## Ботаническое описание

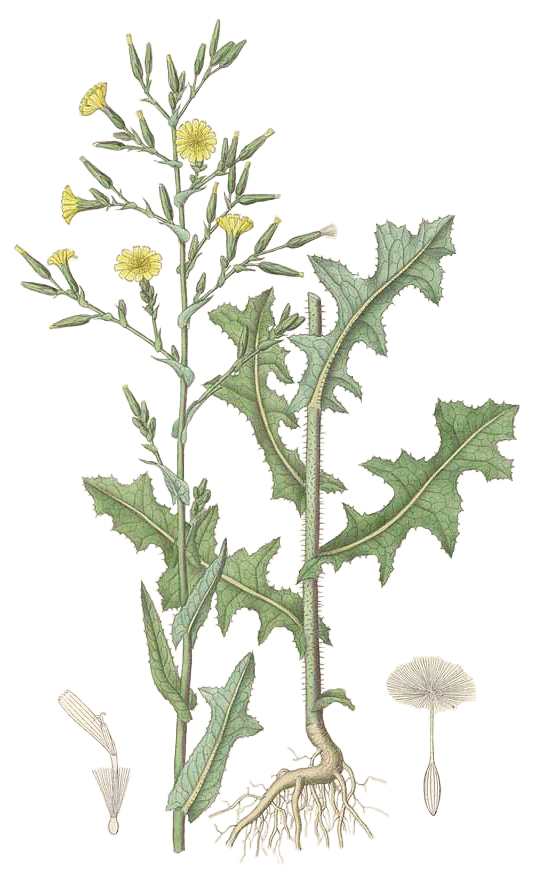

Однолетнее или двулетнее травянистое растение (30)40—200 см высотой, с белым млечным соком. Стебель одиночный, прямостоячий, голый, облиственный, беловатый или желтоватый, ветвящийся в верхней части.
Листья очерёдные, сизые, 5—25 см длиной и 1,5—12 см шириной, продолговатые в очертании, перисто-лопастные до цельных, сидячие, стеблеобъемлющие, при основании с ушками, по краю с мелкими шипиками. Снизу по средней жилке листовой пластинки расположен ряд жёстких желтоватых шипиков.
Корзинки мелкие, многоцветковые (с 6—20 цветками), собраны в верхушечное метельчатое общее соцветие. На цветоносах имеется один или несколько чешуевидных листьев. Обёртка трёх- — четырёхрядная, наружные листочки яйцевидные или треугольные, внутренние — линейно-ланцетные. Цветки все язычковые, жёлтые, при засыхании синеющие. Цветки опыляются насекомыми, встречается и самоопыление.
Плоды — семянки 3—3,5 мм длиной, серые или буроватые, узкообратнояйцевидные до продолговато-эллиптических, ребристые, по рёбрам с направленными кверху волосками. Носик превышает семянку по длине, с хохолком из очень тонких волосков около 6 мм длиной.

## Распространение
Родина — запад Евразии, точный первоначальный ареал не установлен, в настоящее время — растение-космополит. Вредное сорное растение в Северной Америке, Южной Африке и Аргентине.

## Значение и применение
В молодом возрасте поедается всеми видами сельскохозяйственных животных. Примесь к сену считается положительной. На более поздних фазах грубеет из-за содержания млечного сока и становится ядовитым. Отравление происходит из-за содержащегося в млечном соке растения смолы, называемой лактурария.
Молодые листья растения употребляются как салат. 
В 1890-х годах занесено в Северную Америку с семенами других растений, после чего стало быстро распространяться по континенту.

## Таксономия

### Синонимы
- Lactuca altaica Fisch. & C.A.Mey., 1846
- Lactuca augustana All., 1773
- Lactuca cyanea K.Koch, 1850
- Lactuca dubia Jord., 1852
- Lactuca elata Salisb., 1796
- Lactuca laciniata Roth, 1797
- Lactuca latifolia Gilib., 1782, nom. inval.
- Lactuca officinarum Crantz, 1766
- Lactuca palmata Willd., 1794
- Lactuca plicata Balb., 1813
- Lactuca sativa subsp. serriola (L.) Frietema, 1996
- Lactuca sylvestris Lam., 1779
- Lactuca tephrocarpa K.Koch, 1850
- Lactuca verticalis Gaterau, 1789